# El profeta Mimí
El profeta Mimí es una película mexicana dirigida por José Estrada y protagonizada por Ignacio López Tarso y Ana Martín. Se filmó en 1973 en locaciones del Centro Histórico de la Ciudad de México, como la Plaza de Santo Domingo y la colonia Guerrero.

## Sinopsis
Ángel Peñafiel, "Mimí" (Ignacio López Tarso), es un hombre maduro que vive en una vecindad junto a su madre, una mujer con un exagerado fanatismo religioso, quien estuvo presa después de aceptar la culpa del asesinato de su esposo y una prostituta que lo acompañaba, a los que realmente había matado "Mimí". Debido al trauma que esto le generó desde la niñez y guiado por el fanatismo religioso que su madre le implantó, Mimí recorre las calles de noche ahorcando prostitutas con un cordón negro, con la finalidad de redimirlas. Sin embargo, pronto conoce a Rosita (Ana Martín), una joven de la vecindad de quien se enamora. Verla convertirse en prostituta le produce un dilema moral.

## Reparto
- Ignacio López Tarso .... Ángel Peñafiel, Mimí
- Ofelia Guilmáin .... Doña Eulalia (madre de Mimí)
- Ana Martín .... Rosita
- Carmen Montejo .... Magdalena (prostituta vecina, alcohólica)
- Roberto 'Flaco' Guzmán .... Federico, pareja de Rosita
- Ernesto Gómez Cruz .... Hermano Mackenzie
- Rosa Furman .... prostituta asesinada
- Mabel Martín .... amante del padre de Mimí
- Ana Ofelia Murguía ... Catalina Llorente, Catita (prostituta)
- Héctor Ortega .... padre de Mimí, dueño de un negocio de compraventa de antigüedades y objetos de arte
- Carlos Jordán	.... Sr. Posada (padre de Rosita)
- Max Kerlow .... Don Paco, administrador del hotel
- Leopoldo Fernández J. .... Ángel (niño)
- Jorge Fegán .... detective de policía
- Emma Grise .... investigadora policía
- Pedro Regueiro .... cliente de Catita
- Tere Colón

### Otros personajes
- Juan Garza .... hombre golpea Mimí
- Leonor Gómez .... mujer en la iglesia
- Cecilia Leger .... mujer en la iglesia
- Héctor Jaime Pizano .... vecino
- Paco Sañudo .... hombre golpea a Mimí
- Agustín Silva .... sacerdote
- Carlos Vendrell .... agente de la policía

## Locaciones
Se grabó en la Ciudad de México, en el Portal de Santo Domingo, del Centro Histórico de la Ciudad de México; en el cine Mariscala, en la colonia Guerrero, en la avenida San Juan de Letrán (hoy Eje Central Lázaro Cárdenas), y con interiores realizados por Alberto Ladrón de Guevara y Carlos Grandjean en los Estudios Churubusco.[cita requerida]

## Reconocimientos

### Premio Ariel
| Año  | Categoría     | Resultado |
| ---- | ------------- | --------- |
| 1973 | Mejor Actor   | Nominada  |
| 2013 | Mejor edición | Nominada  |